# ジャクソン・ブルワリー

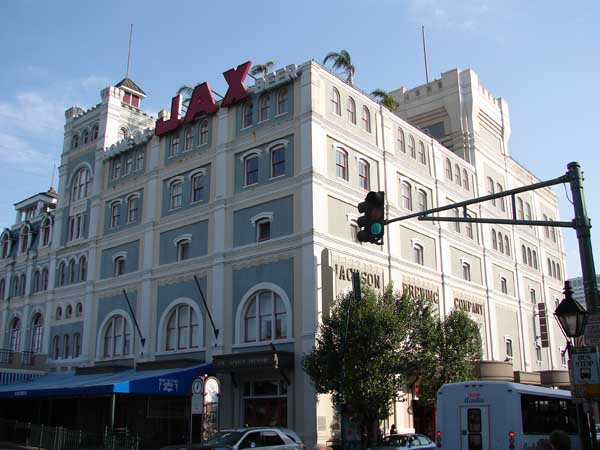
ジャクソン・ブルワリーの外観

ジャクソン・ブルワリー (Jackson Brewery) は、米国ルイジアナ州ニューオーリンズのフレンチ・クオーターに位置する建造物の名称である。元々は、その名の通りビールの醸造所であったが、現在ではショッピング・センターとして観光名所のひとつに数えられている。通称ジャックス・ブルワリー (Jax Brewery) とも称される。

## 歴史
1891年、ドイツ人建築家のディートリッヒ・アインジーデルによって建設され、ローレンス・ファブカーによって操業が開始された。ブルワリーはJaxブランドのビールを生産し、年間45万樽のビールを製造する南部最大規模のブルワリーに成長した。1920年代から30年代にかけての禁酒法時代には、ビールの製造を停止し、代わりにルートビアを製造することで操業を続けた。
1970年代半ばになると、大手ビールメーカーとの競争激化により経営が悪化し、ファブカー家はブルワリーをマイスターブロイへ売却。その5年後にジャクソン・ブルワリーは破産を宣言した。
以後7年ほど、ジャクソン・ブルワリーの建物は使用されることなく放置されたものの、その後ショッピング・センターとして再開。現在も土産店、バー、レストラン、ブティックなどが入店し、営業している。また、2階にはブルワリー時代の歴史を紹介する博物館も設置している。